# Jens Vygen

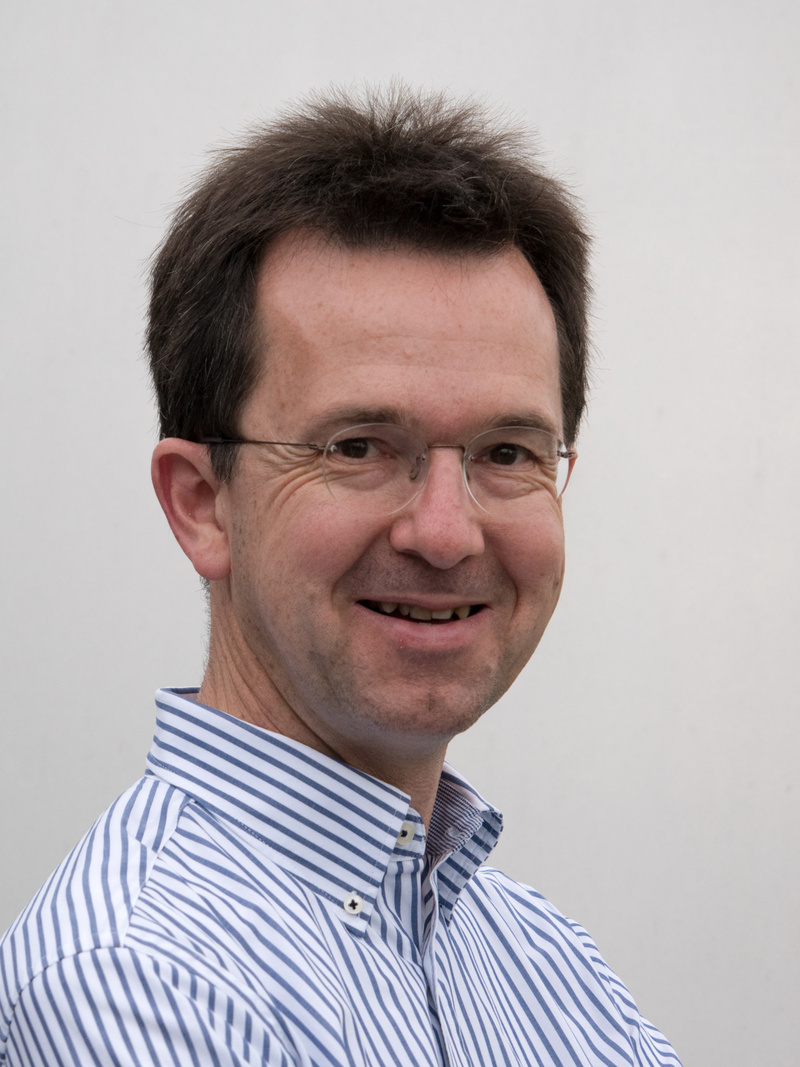
Jens Vygen

Jens Peter Vygen (* 30. Mai 1967 in Duisburg) ist ein deutscher Mathematiker. Er ist Professor für Mathematik an der Universität Bonn. Vygen ist am Forschungsinstitut für Diskrete Mathematik tätig. Seine Arbeitsgebiete sind kombinatorische Optimierung und VLSI-Design.
Vygen studierte Mathematik an der Universität Bonn mit dem Diplomabschluss 1992 und der Promotion 1997 bei Bernhard Korte (Plazierung im VLSI-Design und ein zweidimensionales Zerlegungsproblem). Danach war er zu Auslandsaufenthalten in Budapest, am Institute for Mathematics and its Applications (IMA) in Minneapolis, bei IBM Research und an der Yale University. 2001 habilitierte er sich in Bonn. Seit 2003 ist er dort Professor für Diskrete Mathematik. Er ist leitender Wissenschaftler am Hausdorff Center for Mathematics in Bonn.
Mit Bernhard Korte leitet er die Kooperation Kombinatorische Optimierung im Chip Design in Zusammenarbeit mit IBM. Zudem leitet er eine Kooperation über Kombinatorische Optimierung in Zustelldiensten mit Deutsche Post DHL. Außerdem war er Leiter des Langzeit-Forschungsprojekts Diskrete Mathematik und Anwendungen der Nordrheinwestfälischen Akademie der Wissenschaften. Das Projekt wurde bis 2012 aus dem Akademienprogramm von Bund und Ländern gefördert.
2011/12 war er Gastprofessor an der Universität Grenoble.
Seitdem hat er einige der besten Ergebnisse zu Approximationsalgorithmen für das Rundreiseproblem erzielt, so unter anderem 2014 zusammen mit András Sebö für das Rundreiseproblem in Graphen und 2018 mit Vera Traub für das Rundreiseproblem mit gegebenen (und verschiedenen) Start- und Endpunkten; diese Arbeit wurde mit dem Best Paper Award des ACM-SIAM Symposium on Discrete Algorithms ausgezeichnet.
Vygen ist Mitherausgeber mehrerer Fachzeitschriften und Mitglied von Programmkomitees diverser Konferenzen. Zurzeit ist er Area Editor für Diskrete Optimierung bei der Zeitschrift Mathematics of Operations Research. Er hat unter anderem die Konferenz IPCO 2014 und das Hausdorff Trimester Program Combinatorial Optimizaton 2015 organisiert und ist Vorsitzender des IPCO Steering Committee der Mathematical Optimization Society.

## Schriften
- Mit Bernhard Korte: Kombinatorische Optimierung: Theorie und Algorithmen, Springer-Verlag, 3. Auflage, 2018, ISBN 978-3-662-57691-5, doi:10.1007/978-3-662-57691-5.
- Mit Bernhard Korte: Combinatorial Optimization: Theory and Algorithms, Springer-Verlag, 6. Auflage 2018, ISBN 978-3-662-56038-9.
- Mit Stefan Hougardy: Algorithmische Mathematik, Springer-Verlag, 2. Auflage 2018, ISBN 978-3-662-57460-7.
- Mit William J. Cook, László Lovász: Research Trends in Combinatorial Optimization. Springer-Verlag, Berlin 2009, ISBN 978-3-540-76795-4, doi:10.1007/978-3-540-76796-1
- Mit András Sebö: Shorter tours by nicer ears: 7/5-approximation for the graph-TSP, 3/2 for the path version, and 4/3 for two-edge-connected subgraphs. Combinatorica, Band 34, 2014, S. 597–629, Link zum Paper
- Mit Vera Traub: Approaching 3/2 for the s-t-path TSP. Submitted. Preliminary version in the Proceedings of the 29th Annual ACM-SIAM Symposium on Discrete Algorithms, 2018, 1854–1864.